# Sangatissa subcurvifera
Sangatissa subcurvifera is een vlinder uit de familie van de Eupterotidae. De wetenschappelijke naam van de soort is voor het eerst geldig gepubliceerd in 1865 door Walker.